# Solana Beach
Solana Beach város az USA Kalifornia államában, San Diego megyében. Lakosainak száma 12 941 fő (2020. április 1.).

## Népesség
A település népességének változása:
| Lakosok száma | 5023 | 12 867 | 12 941 |
|               | 1970 | 2010   | 2020   |